# Fan-Fiction
Fan-Fiction/Fanfiction oder kurz Fanfic oder auch nur FF, deutsch manchmal auch Fanfiktion oder Fangeschichte(n), ist die Bezeichnung für Werke, die von Fans eines literarischen oder trivialliterarischen Originalwerkes (zum Beispiel eines Films, einer Fernsehserie, von Büchern, Computerspielen usw.) oder auch real existierender Menschen (z. B. von bekannten Schauspielern, Musikern oder Sportlern) erstellt werden, welche die Protagonisten und/oder die Welt dieses Werkes bzw. die jeweiligen Personen in einer neuen, fortgeführten oder alternativen Handlung darstellen.
Obwohl ähnliche Weiterentwicklungen populärer Geschichten einst eine wichtige kreative Triebkraft vieler Kulturen waren, werden dem heute durch das Urheberrecht enge Grenzen gesetzt, sodass sich Fanfiction heute meistens im nichtkommerziellen „Untergrund“ von Fangemeinden abspielt.

## Geschichte
Es gibt drei Annahmen von Abigail Derecho bezüglich des Ursprungs von Fanfictions:
- Fan-Fiction ist genauso alt wie Fiktion selbst. Sie entwickelte sich vor Jahrtausenden parallel mit Mythologien. Diese Art von Fanfiction beschreibt zum Beispiel die endlosen Fortsetzungen des Mythos von Artus.
- Fan-Fiction ist ein Produkt der Fankultur, die entweder in den 1920er Jahren mit Büchern von Jane Austen bzw. Geschichten über Sherlock Holmes oder in den 1960er Jahren mit der Star-Trek-Fan-Gemeinde entstand.
- Die dritte Annahme meint, dass die erste These Fan-Fiction zu weitläufig und die zweite These Fan-Fiction zu eng sieht.[1]

Unabhängig von diesen drei Thesen ist folgende Entwicklung von Fanfictions erkennbar:
Die ersten Fanfiction-Autoren tauchten vermutlich in den 1930er Jahren auf, als sich einige Fans von Arthur Conan Doyles Sherlock-Holmes-Geschichten zusammenschlossen und begannen, weitere Abenteuer des Detektivs aufzuschreiben. Sicher ist, dass die weitere Entwicklung von der (amerikanischen) Science-Fiction-Fangemeinde getragen wurde. Aber zu größerer Popularität gelangte Fanfiction erst ab 1967, als die ersten Star-Trek-Fanzines erschienen, die auch Fanfiction enthielten. In der Fangemeinde dieser Fernsehserie tauchte 1975 sogenannte Slash-Fan-Fiction auf, d. h. Fanfiction, die sich mit einer sexuellen Beziehung zweier Figuren gleichen Geschlechts beschäftigte (in diesem Fall Kirk und Spock). Fanfiction pornografischen Inhalts erschienen in diesem Zirkel bereits etwas früher.
In Japan existiert Fanfiction hauptsächlich in Form sogenannter Dōjinshi, die aber auch originäre Werke einschließen.
War Fanfiction bis in die Mitte der 1990er Jahre hinein noch eine eher exklusive Sache, die sich hauptsächliche per Post und per Fanzines zwischen einigen wenigen Teilnehmern abspielte, wurde sie mit dem Aufkommen des Internets zum Massenphänomen.
Besonders im Xena-Universum hat sich die Über-Fanfiction etabliert. Hier werden Züge der Protagonisten auf Figuren in anderen historischen Zeiten übertragen, wobei oft eine Nachkommenschaft zumindest impliziert wird. Darauf aufbauend haben viele Autoren mittlerweile eigene Charaktere entwickelt, die nur noch entfernt an die „Originale“ erinnern. Da in dem Fall keine rechtlichen Bedenken bestehen, sind etliche dieser Werke inzwischen als Bücher veröffentlicht.
Die Xena-Fanfiction-Autorin Melissa Good, die bis heute sieben Romane veröffentlicht hat, wurde 2000 von den Produzenten der Serie eingeladen, drei Drehbücher für die sechste Staffel von Xena zu schreiben, von denen allerdings nur zwei tatsächlich verfilmt wurden.

## Verbreitungswege
Die größte deutschsprachige Plattform für Fan-Fiction ist die Seite Fanfiktion.de. Für englischsprachige Werke stellt Fanfiction.net die größte Seite dar. Die Seiten unterscheiden sich nicht nur in ihrem Publikum und dessen Sprache, sondern auch in ihren Regeln. So verbietet Fanfiction.net im Gegensatz zum deutschen Pendant Mitmach-Formen von Fan-Fictions, sowie Fan-Fictions, die reale Personen zum Inhalt haben. Auch Archive of Our Own als nicht-profitorientierte Plattform gehört zu den größten ihrer Art.

## Formen von Fan-Fiction
Fan-Fictions werden unterschieden nach den Werken, auf die sie aufbauen, aber auch nach größeren Kategorien sowie nach teils eigens in diesem Umfeld gebildeten Genres. So bilden Fan-Fictions auf Basis von japanischen Anime und Manga oft eigene, stark vertretene Kategorien im Gegensatz zu solchen auf Grundlage westlicher Werke. Zu den nur in dieser Medienform auftretenden Genres gehört Slash – Fan-Fictions mit romantischen oder erotischen Geschichten über gleichgeschlechtliche männliche Paare.
Zu den Formen von Fan-Fiction gehört die Mitmachfanfiction, englisch Choose your own adventure (CYOA) genannt. Bei dieser interaktiven Form lädt der Verfasser die Leserschaft ein, die Geschichte mitzugestalten. Dabei können sowohl vor Start der Geschichte oder nach einem ersten Kapitel neue Charaktere von den Lesern eingereicht werden, die der Autor dann in die Geschichte integriert, als auch durch Kommentare Einfluss auf den weiteren Verlauf genommen werden. Dabei behält der Autor dennoch ein großes Maß an Kontrolle, da er allein entscheidet, welche Anregung oder Figur in die Geschichte einfließt und mit der Beschreibung des Szenarios, dem ersten Kapitel oder der Vorgabe eines Steckbriefs für eingereichte Charaktere die Vorschläge aus dem Publikum steuern kann.

## Urheber- und Persönlichkeitsrechte
Durch die Verwendung von Charakteren und Orten von originalen Werken kommt die Frage nach dem Urheberrecht auf. Anne McCaffrey und Raymond Feist wünschen keine FanFiction. Anne Rice hat ihre Fans und diverse Fan-Sites beschuldigt, sich ihrer Ideen habhaft gemacht zu haben. Die Autorin hat auf ihrer Website folgende Nachricht veröffentlicht:

“I do not allow fan fiction. The characters are copyrighted. It upsets me terribly to even think about fan fiction with my characters. I advise my readers to write your own original stories with your own characters. It is absolutely essential that you respect my wishes.”

„Ich erlaube keine Fanfiction. Die Charaktere sind urheberrechtlich geschützt. Es regt mich sehr auf, nur an Fan Fiction mit meinen Charakteren zu denken. Ich rate meinen Lesern, ihre eigenen Geschichte mit ihren eigenen Charakteren zu schreiben. Es ist sehr wichtig, dass ihr meine Wünsche respektiert.“

Paramount Pictures verklagte sogar von Fans kreierte Websites über Star Trek. Aktuell scheint die Produktionsfirma diese Produktionen jedoch zu dulden, solange sie strikten Regeln folgen, zum Beispiel rein nicht-kommerziell bleiben (Details siehe Fan-Fiction Rechtslage bei Star Trek).
Solche Auflagen sind in Deutschland jedoch rechtlich nicht bindend. Zwar dürfen Autoren gemäß § 14 des Urheberrechtsgesetzes Maßnahmen verbieten, welche ihre berechtigten Interessen an ihrem Werk gefährden, jedoch ist die Verbreitung, Vervielfältigung und öffentliche Wiedergabe eines Werkes zum Zwecke von Pastiches nach § 51a des Urheberrechtsgesetzes zulässig. Da Fanfictions als Pastiches gelten können, sind sie rechtlich nur dann verfolgbar, wenn sie keinen hinreichenden Abstand wahren und das Werk tatsächlich kopieren, so dass diese Auslegung nicht mehr greift.
Wenn Autoren, die sich Fan-Fiction bezüglich ihrer eigenen Werke offener zeigen, ausdrücklich das Schreiben dieser erlauben, zeigt dies lediglich, dass sie hinter Fanfictions stehen, hat rechtlich jedoch keine Relevanz. Dennoch können Autoren laut § 23 des Urheberrechtsgesetzes Fans auch mehr Rechte zugestehen, wie das Kopieren und Editieren des Werkes, was jedoch selten geschieht.
Joanne K. Rowling, die Autorin von Harry Potter, zum Beispiel fühlt sich geschmeichelt, dass es Fans gibt, die sich die Zeit nehmen, Geschichten über Charaktere im Harry-Potter-Universum zu schreiben. Rowling ruft ihre Fans lediglich dazu auf, keine obszönen Geschichten zu schreiben, da ihre Bücher prinzipiell für Kinder gedacht sind.
Vergleichbare Einschränkungen gibt es für Fan-Fiction über Prominente, die zum Schutz ihrer Person nicht wollen, dass Geschichten über sie veröffentlicht werden.

## Beta-Leser
Die meisten Fan-Fiction-Archive erfordern vor der Veröffentlichung kein Lektorat. Um die Qualität der Geschichten zu sichern, bestehen aber auch einige Archive auf beta-gelesenen Geschichten – also Geschichten, die ein Lektorat durchlaufen haben.
Beta-Leser stellen sich Fan-Fiction Autoren zur Verfügung, um deren Geschichten auf Fehler hin zu überprüfen. Überwiegend werden von Beta-Lesern Rechtschreibfehler korrigiert.
Laut Elizabeth Durack ist ein guter Beta-Leser jemand der:
- Fan-Fictions kritisch liest: Aufmerksam machen auf stilistische Probleme, Handlungslöcher, Unklarheiten usw.
- den Autor auf Probleme aufmerksam macht, anstatt sie nur zu verbessern. (Der Autor soll sich verbessern können.)
- Geschichten beta-liest, die ihn selbst auch interessieren.
- genaue Verbesserungsvorschläge gibt.
- taktvoll bezüglich ehrlicher Kritik ist.[9]

## Altersfreigaben
Es ist gängige Praxis, Fanfictions mit einer Altersfreigabe (auch Rating genannt) auszuzeichnen. Diese orientieren sich oft an den Einstufungen der Motion Picture Association (G, PG, PG-13, R und NC-17), aber es existieren auch andere Systeme, wie die Einteilung Lemon/Lime (Citrus Scale).

## Nicht-literarische Fanfiction
Fan-Art kann als eine Art von Fan-Fiction gesehen werden, bei der Videos oder Bilder verwendet werden. Zeichnungen und vor allem Comics stellen originale Charaktere (z. B. Harry Potter, Naruto, Miraculous) in einen neuen Zusammenhang.
Teilweise entstehen filmische Fanarbeiten wie Fanserien, Fandubs, Anime Music Videos (AMV) auf diversen Videoportalen wie YouTube. Videomaterial aus Filmen wird verwendet, neu zusammengeschnitten und neu vertont, teilweise auch ganz neu produziert. Auch werden einige Animationen erstellt, wie es besonders bei Warrior Cats der Fall ist.